# Sistema museale di ateneo
Sistema museale di ateneo  (en français : système muséal de l'université),  en abrégé (SMA), est un regroupement muséal qui a pour mission la protection, la conservation, la valorisation et la diffusion du patrimoine scientifique de l'Alma Mater Studiorum.
Il comprend un ensemble d'un peu plus d'une dizaine de musées situé principalement dans la même zone universitaire.

## Liste des musées
- Musée des cires anatomiques « Luigi Cattaneo »[1], situé via Irnerio, 48
- Musée d'anatomie comparée situé via Selmi, 3
- Musée d'antropologie situé via Selmi, 3
- L'herbier[2], situé via Irnerio, 42
- Jardin botanique, situé via Irnerio, 42
- Musée de zoologie, via Selmi, 3
- Musée de la chimie Giacomo-Ciamician, via Francesco Selmi, 2
- Musée de physique[3], via Irnerio, 46
- Musée de la Specola[4], au palazzo Poggi
- Archives du département d'astronomie[5], via Ranzani, 1
- Musée géologique Giovanni-Capellini[6], via Zamboni, 63
- Musée de minéralogie, situé Piazza di Porta San Donato, 1
- Musée d'anatomie des animaux domestiques, via Tolara di sopra, 50
  - Collection des anciens instruments chirurgicaux vétérinaires, via Tolara di sopra, 50
- Musée du IX centenaire au palazzo Poggi.

## Sources
- Site officiel
- Notices d'autorité :   - VIAF
  - Tchéquie